# Thryssa aestuaria
Thryssa aestuaria is een straalvinnige vis uit de familie van de ansjovissen (Engraulidae) en behoort derhalve tot de orde van haringachtigen (Clupeiformes). De vis kan een lengte bereiken van 13 cm. 

## Leefomgeving
De soort komt in zeewater en brak water voor. De vis prefereert een tropisch klimaat en leeft hoofdzakelijk in de Grote Oceaan.

## Relatie tot de mens
Thryssa aestuaria In de hengelsport wordt er weinig op de vis gejaagd. 
Voor de mens is Thryssa aestuaria ongevaarlijk.